# 楊杏庭
楊杏庭（外文拼音 Hsing-ting Yang ，1909年8月9日—1987年6月4日），筆名逸舟（日文拼音 Isshū Yō，外文拼音 Yizhou Yang）、行東。臺中梧棲人。東京文理科大學哲學科肄業，東洋文化研究所博士課程修畢。曾任教於南京國立中央大學、浙江大學，並且擔任國民政府內政部參事及專門委員，張厲生部長任內時為常務次長、教育部編審委員等要職，二二八事變後奉命回臺調查真相。後赴日東京文理科大學，拜小竹文夫門下，專攻中國哲學及史學，並結識廖文毅，以易名「楊逸民」參與臺獨在日活動，被中華民國政府列入海外學者黑名單。代表著作為《歷史週期法則論》。

## 生平
楊杏庭出生於臺中清水梧棲。1923年畢業自梧棲公學校，隔月考入首屆臺中師範學校。1928年秋，為學潮主謀之一，起因為中師體育教員兼舍監小岩辱罵臺灣學生而起。隔年3月，畢業後分發至龍泉公學校任教。1930年陸續赴東京、臺北等參加教員檢定考試及格。1930年臺北參加修身科教員檢定考試落榜，1932年再赴東京參加高等教員檢定及格，為全日本最年輕之考取者。同年秋赴臺中州公民科教學觀摩會授課，極為成功，但論文發表遭禁。
1934年3月辭小學教員，為隔月赴東京高等師範學校教育研究科進修，苦學英文、德文、法文，隔年4月由臺中大甲的上野齊醫師供給學費，入東京文理科大學。1938年學科畢業考試順利通過，於高師附中擔任公民科、修身科的實習教學，獲學生良好反應。期間亦結識文學家翁鬧，參與臺人在日文藝活動。1939年畢業，隔年受中國留學生王維哲資助赴南京謀職，3月獲南京國民政府教育部長顧澄聘為編審委員、隨任教育部委員，國立編譯館之編譯官等職，並於中央大學開授日文、德文等課程。1942年3月，任浙江省政府主席傅式說秘書，後於浙江大學復校時轉任校秘書兼心理學教授，兼任浙江省財政廳與糧食局秘書。1945年終戰時遭國民黨整肅，失業在家專心撰述《歷史週期法則論》。隔年赴任南京教育局督學。1947年二二八事變爆發，時任內政部委員。8月時奉內政部部長張厲生之命，返臺調查民情及省主席魏道明貪污情勢，行政院長張群據此飭令全國檢肅貪污。1948年舉家以難民返臺，隔年受財政廳長嚴家淦推薦任臺灣銀行特約研究員，而教育部部長杭立武則聘其為特約編審，為部內講授臺語課程。1950至1952年間準備留美未果，1953年赴日著手其著《歷史週期法則論》日譯，卻遭法院判決「非法居留」，後自費出版其譯著於1954年東京文理科大學，拜小竹文夫門下，專攻中國哲學及史學。同時參加「亞細亞懇談會」結識廖文毅，涉入在日臺獨活動。1955年任「臺灣臨時議會」中央委員兼宣傳部長，曾代筆廖文毅《臺灣民本主義》。1958年任名古屋南山大學法國紀念建築研究所（フランスのモニュメント）之教授。期間與指導教授小竹文夫日趨齬齟。1961年3月雖《歷史週期法則論》終出版，然博士學位因舊學制廢止等緣故落空，也正式與小竹文夫交惡。
1968年，其自傳《受難者》完稿，1970年則陸續出版《太平洋戰爭前夜》、《臺灣與蔣介石─以二二八民變為中心》，1979年出版譯書《印緬隨軍記》。1981年夏，隨世界臺灣同鄉會遊歐。1983年出版《蔣介石評傳》。1984年美《臺灣公論報》「臺灣文化專刊」始載其自述〈不堪回首話生平〉，同年結識時任筑波大學張良澤教授。1987年病逝於東京都立松澤病院，由張良澤教授整理遺稿，於1990年出版《受難者》由張良澤整理，於真理大學臺灣文學資料館成立「楊逸舟文庫」。

## 理論與主張
楊杏庭早年論著文化教育學理論，曾於《臺灣文藝》發表〈無限否定與創造性〉（〈無限否定と創造性〉），探討柏格森、海德格、謝斯托夫如何就論生之正反兩面的意義，從生的盲目性與暗黑性開出創造性，以亞里斯多德對生的實在基礎（Hypokeimenon）為起點，從生之實在與科學實在的差異，討論到謝斯托夫寫作中呈現的以虛無主義，與「無限否定」的意義互相對照，進而論證虛無主義與生命的否定面向之不同，再以黑格爾的辯證法，從生之否定面向的積極意義進一步去討論生之積極意義，並從在時間架構下的「生」，帶出海德格對時間的論述及其見解，將之與佛學中的諦觀與生命觀做比較。其思想頗受歐陸哲學及佛學之影響。其著述《文化教育學概論》概介德國思想之教養論，主張教育文化改革對國家民族建設之重要性 。晚年除譯述政論外，代表著作《歷史週期法則論》則為其思想體系定於一尊。

## 著作列表
本列表列出楊杏庭的著作：

### 著書
- 1941《文化教育學概論》。南京：國立編譯館發行［擔任汪經衛政府教育部專員時期著作］。
- 1947《臺灣之今昔》（二二八後）。南京：內政部刊印［擔任國民政府內政部委員時期著作］。
- 1950《臺灣青年白皮書》，出版不詳。
- 1961《歴史週期法則論》。東京：弘文堂 。
- 1961《落第博士的控訴：訴小竹文夫教授之收賄罪與十大失職之罪》（《落第博士の訴え：小竹文夫教授の収賄罪と十大失職罪を訴える》）。自行刊印。
- 1970《太平洋戰爭前夕：開戰前的舞台內側》（《太平洋戦争前夜：開戦までの舞臺裏》）。東京：桃源社。
- 1970《臺灣與蔣介石：以二二八民變為中心》（《臺湾と蔣介石：二二八民変を中心に》）。東京：三一書房［中譯1991《二二八民變 : 臺灣與蔣介石》（張良澤譯）。臺北：前衛］。
- 1979《霸權之路》（《覇権への道》）。東京：共榮書房。
- 1983《蔣介石評傳》。東京：共榮書房。
- 1990《受難者》（遺稿，張良澤譯）。臺北：前衛。

### 篇章論文
- 1933〈對臺灣文藝界的期望〉，《福爾摩沙》，創刊號［1933年7月］。
- 1933〈實際化さるべき公民教養〉，《臺灣教育》，卷373，頁94-98 ［1933年8月1日］。
- 1935〈無限否定と創造性〉，《臺灣文藝》，卷2號6 ［1935年6日］。
- 1942〈文化形態論〉，《潮聲》，卷1期2，頁 45-56。
- 1946〈革新教育的管見〉，《教育通訊》，卷1期6，頁11-14。
- 1947〈日本過去在臺灣實施的教育政策〉，《教育通訊（漢口）》（復刊），卷3期8，頁9-11。
- 1951〈臺省中小學訓育的實際問題〉，《教育通訊》（復刊臺版），卷２期４。
- 1956〈歴史周期法則成立可能の試論〉，《歷史教育》，卷4期3，頁9-16。
- 1957〈臺湾の歴史教育〉，《歷史教育》，卷5期9 。
- 1958〈歴史周期法則について再論す〉，《歷史教育》，卷6期7。
- 1959〈臺湾の民族運動─霧社蕃の反乱〉，《歴史教育》，卷7期2，頁16-24。
- 1962〈蒋政権大陸に敗れ去るの日〉，《中央公論》，卷77期5。
- 1962〈易学の科学的根拠を探る〉，《中央公論》，卷77期13。
- 1967〈臺湾からみた文化大革命〉，《自由》，卷9期6，頁104-111。
- 1972〈米中接近と臺湾人の立場〉，《自由》，卷14期8，頁190-197。

### 翻譯及其他
- 1957《臺灣民本主義》。東京：臺灣民報社 [廖文毅著、楊逸舟代筆]。
- 1979《選挙暴動 : 臺湾中壢事件の内幕》。東京：新泉社 [林正杰、張富中原著《選舉暴動─臺灣中壢事件的內幕》、楊逸舟譯]。
- 1980《ビルマ戦線従軍記 : 中国人記者の見た北緬戦線の証言》。東京：共榮書房 [張仁仲原著《印緬隨軍記》，附〈美麗島事件與蔣政權的拷問十八法〉艾琳達 Linda Arrigo 原著，楊逸舟譯]。
- 1984〈不堪回首話生平〉，《臺灣公論報》「臺灣文化專刊」連載。
- 1985〈億夭折的俊才翁鬧〉，《臺灣文藝》，期95 [收《翁鬧作品選集》，頁79-82。彰化：彰化縣立文化中心]。

## 延伸閱讀
- 中央研究院「日治臺灣哲學與實存運動」研究計畫，《日治時期臺灣哲學文獻清單列表 （页面存档备份，存于）》。
- 臺灣大學哲學系，《臺灣哲學研究資料庫 （页面存档备份，存于）》。
- 國家發展委員會檔案管理局，《為內政部臺籍專門委員楊杏庭視察臺灣報告一案(A504000000F/0037/牘簿160/1/1/001) （页面存档备份，存于）》。
- 國家發展委員會檔案管理局，《為內政部臺籍專門委員楊杏庭視察臺灣報告一案(A504000000F/0037/牘簿160/1/1/002)[永久]》。
- 國家發展委員會檔案管理局，《二二八事件(A504000000F/0037/牘簿160/1) （页面存档备份，存于）》。
- 國家發展委員會檔案管理局，《 （页面存档备份，存于）》。
- 國史館臺灣文獻館，《教員免許狀授與(0071030650a006) （页面存档备份，存于）》。
- 鹿島徹，2019，〈楊杏庭の「歴史週期法則論〉，《早稲田大学大学院 文学研究科紀要》，輯64，頁13-28。
- 洪子偉，2016，〈日治時期臺灣哲學系譜與分期〉，洪子偉（編），《存在交涉：日治時期的臺灣哲學》，頁15-42。臺北：聯經。
- 葉碧苓，2014，〈日治時期中等學校教師檢定考試之研究〉，《國史館館刊》，期41，頁1-41。
- 王錦賜（編），2005，《梧棲鎮志之十三─人物篇》，頁670-671。臺中：臺中市梧棲區公所。
- 柳書琴，2009，《荊棘之道：旅日青年的文學活動與文化抗爭》，頁272-273。台北：聯經。